# 目皿

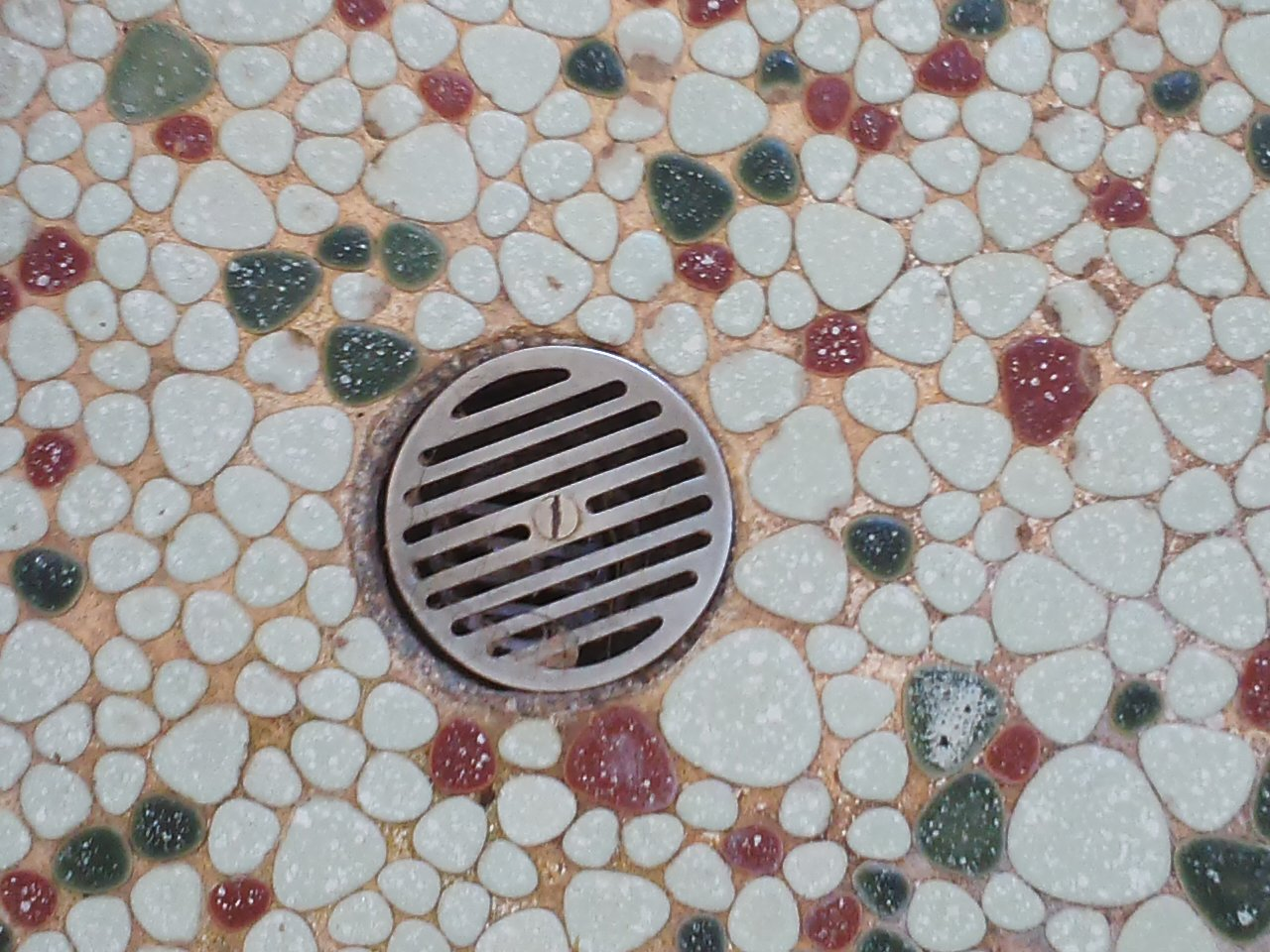
目皿の例(和バス)

目皿（めざら）とは、主に水まわりの排水口にはめ込む蓋状の排水器具の一つ。排水トラップ、トラップ、ストレーナー、サナとも呼ばれる。

## 概要
目皿は、封水作用により臭気の上昇や逆流またはゴミの流出を防ぐ役割をしている。便所と浴室などの床の排水口にはめ込まれているもの、洗面器や流し台の排水口にはめ込まれているもの、男子用小便器の排水口にはめ込まれているものがあり、それぞれ臭気の上昇や逆流またはゴミ詰まりを防ぐ役割がある。

## 構造
主に丸い円形で、中央に穴が開いており周辺に無数の横穴が開いている。大抵は清掃目的のために常時取り外し可能な構造になっている。ただし、小便器には野球の本塁（ホームベース）型の縦長タイプも存在しており、床置型小便器でよく見られる。中心部分に清掃用のフックをかける横穴や取っ手が付いており、一部の小便器では清掃時に引き抜くため横穴に紐を引っ掛けている事もある。
材質または色には、トイレと風呂の床や洗面器の排水口のものはアルミニウムやステンレスが用いられ、色は銀が一般的である。小便器の排水口のものは便器と同じ陶器またはプラスチックや樹脂が用いられ、概ね便器と同じ色である。